# Midden-Duits voetbalkampioenschap 1906/07
In 1906/07 werd het zesde voetbalkampioenschap gespeeld dat georganiseerd werd door de Midden-Duitse voetbalbond. VfB Leipzig werd kampioen en plaatste zich zo voor de eindronde om de Duitse landstitel. De club verloor in de eerste ronde van latere kampioen Freiburger FC.

## Deelnemers aan de eindronde
| Club                         | Gekwalificeerd als            |
| ---------------------------- | ----------------------------- |
| Magdeburger FC Viktoria 1896 | Kampioen van Midden-Elbe      |
| VfB Leipzig                  | Kampioen van Noordwest-Saksen |
| Dresdner SC                  | Kampioen van Oost-Saksen      |
| Mittweidaer BC               | Kampioen van Zuidwest-Saksen  |

## Eindronde

### Halve Finale
|               |             |       |                |  |
| 17 maart 1907 | VfB Leipzig | 6 - 0 | Mittweidaer BC |  |
| 17 maart 1907 |             |       |                |  |

|               |                              |       |             |  |
| 17 maart 1907 | Magdeburger FC Viktoria 1896 | 3 - 2 | Dresdner SC |  |
| 17 maart 1907 |                              |       |             |  |

### Finale
|               |             |       |                              |                       |
| 24 maart 1907 | VfB Leipzig | 1 - 0 | Magdeburger FC Viktoria 1896 | Wacker-Platz, Leipzig |
| 24 maart 1907 |             |       |                              | Wacker-Platz, Leipzig |